# Sean Gilmartin
Sean Patrick Gilmartin (né le 8 mai 1990 à Thousand Oaks, Californie, États-Unis) est un lanceur gaucher de la Ligue majeure de baseball.

## Carrière
Joueur à l'école secondaire Crespi Carmelite High School d'Encino, Sean Gilmartin est repêché au 31e tour de sélection par les Padres de San Diego en 2008 mais il ne signe pas avec le club et se dirige vers l'université. Lanceur partant vedette des Seminoles de l'université d'État de Floride, Gilmartin est le choix de première ronde des Braves d'Atlanta et le 28e athlète sélectionné au total lors du repêchage amateur de 2011. Gilmartin amorce sa carrière professionnelle dès 2011 en ligues mineures et joue 3 saisons avec des clubs affiliés aux Braves. Ceux-ci l'échangent le 18 décembre 2013 aux Twins du Minnesota contre le receveur Ryan Doumit. Après une année supplémentaire dans les mineures, Gilmartin n'est pas protégé par les Twins lors du repêchage de la règle 5 du 11 décembre 2014 et il est réclamé par les Mets de New York.
Lanceur partant dans les ligues mineures, le gaucher Gilmartin fait ses débuts dans le baseball majeur comme lanceur de relève pour les Mets de New York le 10 avril 2015 face à Atlanta.

## Vie familiale
Il est marié à la porte-parole de la Maison-Blanche Kayleigh McEnany. Ils ont une fille.